# Роу, Джессика
Дже́ссика Ро́у (англ. Jeccisa Rowe; 22 июня 1970, Сидней, Новый Южный Уэльс, Австралия) — австралийская журналистка и телеведущая.

## Биография
Джессика Роу родилась 22 июня 1970 года в Сиднее (штат Новый Южный Уэльс, Австралия). В 22-летнм возрасте Джессика начала свою карьеру на «Nine Network» в качестве регистратора для «Nine's Wide World of Sports».
В 2005 году Роу подписала контракт на сумму $ 500,000 для проведения «Today» на «Nine Network», которую она кратко организовала совместно с Карлом Стефанович с конца января до начала декабря 2006 года.
С 12 января 2004 года Джессика замужем за журналистом Питером Овертоном (род.1965). У супругов есть двое дочерей — Аллегра Пенелопа Овертон (род.18.01.2007) и Жизель Шарлотта Овертон (род.09.04.2009).